# 40 cm SKC/34
40 cm SKC/34 е разработено в Германия корабно оръдие с калибър 406,4 mm. Състои на въоръжение в Кригсмарине. Планира се като основно въоръжение за линейните кораби от типа „H“. След прекратяването на тяхното строителство се използва в бреговата отбрана. Използва се през Втората световна война. Всичко са произведени 12 оръдия: едно опитно, 3 корабни и 8 брегови.
Предполага се увеличаването на калибъра до 420 мм за развитието на корабите от типа Н (проекта от 1941 г.).

## Конструкция
Оръдието е разработено от немския концерн „Круп“ специално за линкорите от типа „H“. Оръдието едновременно има и свободна тръба и свободен лейнер, заменяеми от двата края на ствола. Лайнера тежи 20 800 кг. Затвора е клинов, хоризонтален тип, има модели с отваряне на затвора в различни посоки за удобство в използването им в кулите. Живучестта на ствола се оценява на 180 – 210 изстрела с пълен заряд.